# Powers (historieta)
Powers es una serie de cómics creada por el escritor Brian Michael Bendis y el dibujante Michael Avon Oeming. El primer volumen de la serie fue publicado por Image Comic en el año 2000 hasta 2004. Ese mismo año,  la serie pasó a Marvel Comics como parte del sello Icon.

Combina el género policiaco, superhéroes y novela negra. La serie cuenta la vida de dos detectives de homicidios, Christian Walker  y Deena Pilgrim, que investigan casos de personas con poderes, a los cuales se les llama "Powers".

Actualmente, Powers se edita en España en tomos publicado por la  Editorial Panini.

El 10 de marzo de 2015 se estrenó en Estados Unidos los tres primeros episodios de la serie de televisión. La serie fue escrita por Charlie Huston y dirigida por David Slade. La serie fue estrenada a través de PlayStation Network y el episodio piloto se pudo ver gratis en Youtube y Crackle (solo en Estados Unidos).

El 6 de mayo de 2015, Powers fue renovada para una segunda temporada.
- Datos: Q3909690